# Podrinje Bosnia (tổng)
Tổng Podrinje Bosnia (tiếng Bosnia: Bosansko-podrinjski kanton) là một trong 10 tổng của Liên bang Bosna và Hercegovina, một đơn vị hành chính ở Bosna và Hercegovina.
Tổng này nằm ở phía đông trung bộ quốc gia này, ở vùng Podrinje. Thủ phủ tổng là Goražde.

## Dân số
Tại thời điểm năm 2004, tổng này có dân số 35.208 người, phần lớn là Người Bosnia.
Dân số của Bosnian Podrinje có cơ cấu như sau:
- 34,743 Người Bosnia (98.6%)
- 418 Người Serbi (1.2%)
- 50 Người Croatia (0.1%)
- 35 dân tộc khác (0.1%)

## Các đô thị
Tổng này gồm các đô thị Goražde, Pale-Prača, Foča-Ustikolina.